# Medalla d'Iraq (Regne Unit)
La medalla de l'Iraq (anglès: Iraq Medal) és una medalla de campanya emesa als membres de les Forces Armades britàniques i a cert personal adjunt, que van servir entre el 20 de gener de 2003 i el 22 de maig de 2011 a l'Operació Telic o en suport d'aquesta - la designació per a les operacions britàniques durant la invasió de l'Iraq de 2003 i les seves conseqüències. Va ser autoritzada el 23 de febrer de 2004.
A l'abril de 2018, l'Oficina de Medalles del Ministeri de Defensa va informar que s'havien atorgat un total de 136.836 medalles de l'Iraq/medalles de l'Iraq amb tancaments.

## Requisits de qualificació
La medalla es va atorgar a aquells que compleixen el període de qualificació de servei dins de l'àrea operativa definida. L'elegibilitat era àmplia i incloïa tant membres regulars com de reserva de les forces armades, forces estrangeres i de la Commonwealth d'intercanvi i adjunts, civils del Ministeri de Defensa, membres de la Royal Fleet Auxiliary i periodistes integrats.
L'àrea operativa es va definir com dividida en dues zones: la Zona 1 (Iraq i Kuwait) i la Zona 2 (en altres llocs de la regió del Golf). Els períodes de qualificació de servei variaven en funció de l'àrea en què es basava el personal.

### Amb un fermall
La medalla va ser atorgada amb el fermall "19 de març al 28 d'abril de 2003" al servei britànic i al personal adjunt que:
- hagués servit a la Zona 1 (Iraq) entre el 19 de març i el 28 d'abril de 2003, el període que abastava la durada de les operacions de combat inicials, i que:
- hagués completat set dies de servei continu; o
- hagués servit com a tripulació aèria que va volar a l'Iraq i va completar dues o més sortides operatives (no es podria comptar més d'una sortida per dia).

### Sense fermall
Els que van servir abans de la invasió, o després de la seva conseqüència, van ser reconeguts només amb l'atorgament de la medalla. La medalla, sense fermall, va ser atorgada a:
- aquells amb seu a la Zona 1 (Iraq) que no van completar set dies de servei entre el 19 de març i el 28 d'abril de 2003 per qualificar per al fermall, però que van realitzar trenta dies de servei continu entre el 20 de gener i el 24 de març de 2003 o entre el 23 d'abril de 2003 i el 22 d'abril de 2003. maig de 2011.
- aquells amb seu a la Zona 1 (Kuwait) que no van completar set dies de servei per qualificar per al fermall, però que van realitzar trenta dies de servei continu entre el 20 de gener i el 24 de març de 2003 o el 23 d'abril i el 10 d'agost de 2003.
- aquells amb seu a la Zona 2 que han realitzat trenta dies de servei continu entre el 20 de gener i el 28 d'abril de 2003.
- tripulacions amb base fora de la Zona 1 (Iraq) però que va fer deu sortides a l'Iraq, a un ritme de no més d'una sortida per dia, del 28 d'abril de 2003 al 22 de maig de 2011.
- tripulacions amb base fora de les zones 1 i 2, però que va fer trenta sortides a les zones 1 o 2, a un ritme de no més d'una sortida per dia, del 20 de gener al 28 d'abril de 2003.
- els que serveixen com a part de la contribució militar del Regne Unit a la Missió d'entrenament de l'OTAN a l'Iraq podrien qualificar-se fins al 21 de desembre de 2011.[6]

En la majoria dels casos, els funcionaris públics civils i els contractistes empleats pel govern britànic i implicats en la reconstrucció de l'Iraq no eren elegibles per a la Medalla de l'Iraq, però podien rebre la Medalla del Servei de Reconstrucció de l'Iraq.

### Circumstàncies especials
El servei finalitzat per mort, ferides o discapacitat a causa del servei, o l'atorgament d'una condecoració militar (Menció als Despatxos o superior), qualificava immediatament per a l'atorgament de la medalla, independentment de si s'ha complert el requisit d'antiguitat.

### Medalla de servei de campanya acumulada
El servei de qualificació per a la Medalla de l'Iraq es va comptar per al període necessari per rebre la Medalla de Servei Acumulat de Campanya.

## Disseny
| Anvers |  | Anvers |
| Anvers |  | Revers |

La medalla de l'Iraq està feta de cuproníquel i fa 36 mil·límetres (1,4 polzades) de diàmetre. Té el següent disseny: :
- L'anvers té l'efígie coronada de la reina Isabel II mirant a la dreta, amb la inscripció ELIZABETH II DEI GRATIA REGINA FID DEF .
- El revers mostra una imatge d'un Lamassu (una antiga estàtua assíria) sobre la paraula IRAQ.

La cinta de 32 mil·límetres (1,25 polzades) d'ample és de color sorra amb tres franges centrals estretes de negre, blanc i vermell que representen la bandera iraquiana.

### Fermall

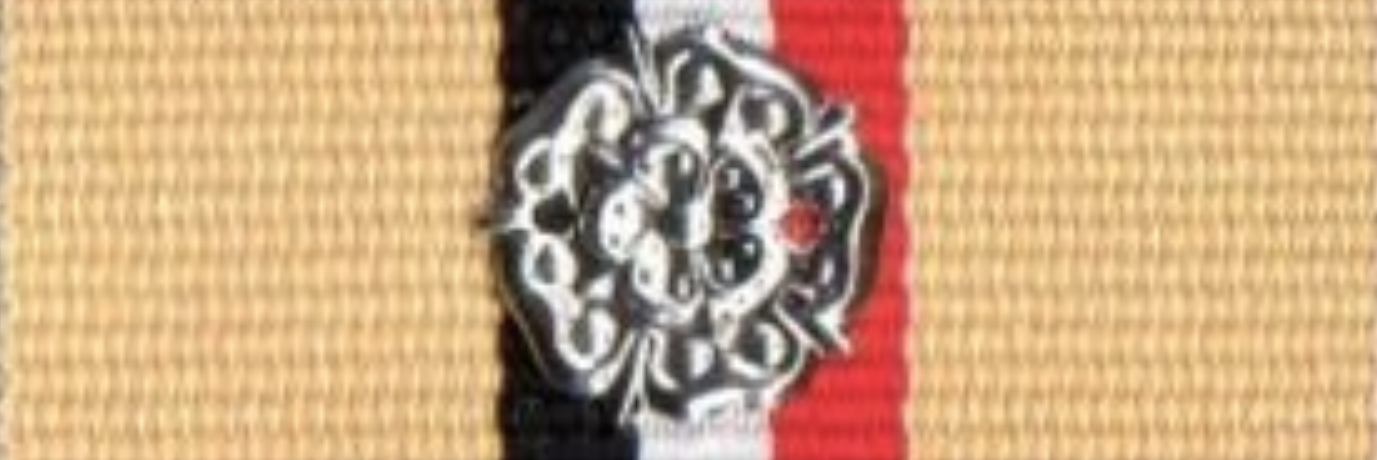
Cinta amb roseta de fermall

Del 19 de març al 28 d'abril de 2003. Una roseta platejada indica el fermall quan es porta a la barra de la cinta.